# Крапф, Иоганн Людвиг
Иога́нн Лю́двиг Крапф (нем. Johann Ludwig Krapf; 11 января 1810, Дерендинген, королевство Вюртемберг — 26 ноября 1881, Корнталь, Германия) — немецкий миссионер и путешественник по Африке.

## Биография
Крапф состоял на службе Church Missionary Society, которое в 1837 году направило его в Эфиопию. Там он сосредоточил свой интерес на народе оромо, в его время известном как галла, который тогда в основном исповедовал традиционную религию. Он выучил их язык и начал переводить на него части Нового Завета, однако не мог продолжать свою деятельность из-за изгнания всех западных миссионеров из Эфиопии. Пробыв там шесть лет, он в 1844 году перебрался на Занзибар, а позже — на побережье, в Момбасу, и основал недалеко от этого старинного суахилийского города, около Ваника (Паббаи), первую в Восточной Африке протестантскую миссию.
Крапф сыграл важную роль в исследовании Восточной Африки вместе с Иоганнесом Ребманном. Они были первыми европейцами, открывшими в 1848 году Килиманджаро, в 1849 году — гору Кению. Крапф посетил Укамбани, родину народа камба, в 1849 и 1850 году, а также успешно перевёл Новый Завет на язык камба. 
Крапф знал арабский, в Эфиопии изучил амхарский, занимался языком оромо, в Момбасе занялся языком суахили. Именно от Крапфа в библиотеку Немецкого востоковедческого общества поступили первые материалы по языкам яо, масаи, суахили.
Позже был переводчиком при лорде Нейпире во время британской экспедиции против короля Феодора. Благодаря ему многие важные эфиопские рукописи, в частности «Книга Юбилеев», попали в Германию и Великобританию.
Свои путешествия Крапф описал в «Reisen in Ostafrika in den J. 1837-55» (Корнталь, 1858 год), также «Les langues et les peuples de le region maritime de l’Afrique australe» — в Nouvelles annales des voyages et des sciences geographiques, 1849, T. IV.
После его смерти появился «Dictionary of the Suahili language» (L., 1882 год).